# 岐阜市立芥見小学校
岐阜市立芥見小学校（ぎふしりつ あくたみしょうがっこう）は、岐阜県岐阜市芥見二丁目にある公立小学校。

## 沿革
- 1872年（明治5年）10月1日[1] - 不倦義校を創立。芥見村、大洞村、古津村の児童が通学する。清水寺[注釈 1]を仮校舎とする。
- 1874年（明治7年）9月 - 不倦学校に改称する。
- 1875年（明治8年）1月 - 古津村の児童が小心学校に移る。
- 1876年（明治9年）
  - 4月 - 大洞村に大洞分教場を設置。
  - 10月13日 - 芥見村字祇園畑地に校舎を新築（木造2階建）し、移転。
- 1885年（明治18年） - 初等・中等・高等の3科を設置。大洞分教場が大洞学校として独立。
- 1886年（明治19年） - 不倦学校が芥見尋常小学校、大洞学校が大洞尋常小学校に改称する。
- 1891年（明治24年）10月28日 - 濃尾地震により校舎が全壊。清水寺を仮校舎として授業を行う。
- 1893年（明治26年） - 芥見尋常小学校が芥見尋常高等小学校に改称する。
- 1894年（明治27年）2月15日 - 芥見村野村字八幡坂に校舎を新築し、移転。
- 1896年（明治29年） - 大洞尋常小学校を統合する。
- 1897年（明治30年）4月1日 - 稲葉郡芥見村と大洞村が合併し、芥見村になる。
- 1903年（明治36年）7月23日 - 農業補習学校・裁縫補習学校を付設する。
- 1904年（明治37年） - 日露戦争の影響により、農業補習学校・裁縫補習学校を休校。
- 1907年（明治40年） - 農業補習学校を再開。
- 1910年（明治43年）7月 - 校舎を増築。
- 1912年（大正元年）9月22日 - 暴風雨により校舎の一部が倒壊（翌年復旧）。
- 1915年（大正4年） - 裁縫補習学校を再開。
- 1920年（大正9年） - 校舎を新築。
- 1921年（大正10年） - 敷設の農業補習学校が芥見農業補習学校として独立。
- 1923年（大正12年） - 裁縫補習学校が休校。
- 1927年（昭和2年） - 付設の裁縫補習学校、及び芥見農業補習学校を廃止。青年訓練所を併設。
- 1934年（昭和9年）10月30日 - 芥見村野村字寺東に校舎を新築し、移転。
- 1935年（昭和10年）3月28日 - 旧校舎（1920年完成）を移築。
- 1937年（昭和12年） - 青年学校を併設。
- 1941年（昭和16年）4月1日 - 芥見国民学校に改称する。
- 1947年（昭和22年）4月1日 -
  - 芥見村立芥見小学校に改称する。
  - 稲葉郡学校組合立藍川中学校が開校。芥見小学校の校舎の一部を校舎とする。
- 1954年（昭和29年）10月27日 - 公民館兼講堂が完成。
- 1955年（昭和30年）12月 - 校舎を増築。
- 1955年（昭和31年）4月1日 - 山県郡厳美村の一部[注釈 2]が芥見村に編入される。厳美小学校加野分校が芥見小学校に移管され、芥見小学校加野分校となる。
- 1958年（昭和33年）4月1日 - 芥見村が岐阜市に編入される。同時に岐阜市立芥見小学校に改称する。
- 1962年（昭和37年）4月1日 - 加野分校を廃止。
- 1969年（昭和44年）4月1日 - 藍川中学校が新築移転。旧・藍川中学校校舎は芥見小学校校舎に転用される。
- 1973年（昭和48年）
  - 4月1日 - 藍川小学校を分離する。藍川小学校校舎未完成のため、芥見小学校の校舎を仮校舎おする。
  - 8月27日 - 藍川小学校の校舎が完成し、移転。
- 1974年（昭和49年）
  - 4月1日 - 芥見東小学校を分離する。芥見東小学校校舎未完成のため、芥見小学校の校舎を仮校舎おする。
  - 7月29日 - 芥見東小学校の校舎が完成し、移転。
- 1975年（昭和50年）2月15日 - 新校舎（鉄筋コンクリート造）が完成。
- 1978年（昭和53年）2月28日 - 校舎（鉄筋コンクリート造）を増築。
- 1980年（昭和55年）3月31日 - 体育館が完成。
- 1998年（平成10年） - 現在のプールが完成。

## 通学区域
- 芥見1-7丁目、芥見大退1・2丁目、芥見大船1・2丁目、芥見長山1-3丁目、芥見町屋1・2丁目、祇園1-3丁目、芥見野畑1-3丁目、芥見影山1・2丁目、芥見大般若1・2丁目、芥見嵯峨1・2丁目、芥見堀田、芥見海戸山、芥見清水、芥見中野畑、上芥見、諏訪山1-5丁目、芥見の一部[2]

## 進学先中学校
- 岐阜市立藍川中学校

## 交通アクセス
- 岐阜バス

岐阜美濃線、岐阜関線、大洞緑団地線などで「東芥見」バス停より徒歩約10分。
- 芥見・岩っこバス「芥見小学校北」バス停より徒歩約3分。